# Utetheisa speciosa
Utetheisa speciosa là một loài bướm đêm thuộc phân họ Arctiinae, họ Erebidae.